# Anna Dostoyévskaya
Ana Grigórievna Dostoyévskaya (en ruso, Анна Григорьевна Достоевская) (San Petersburgo, 11 de septiembre de 1846 - Yalta, 9 de junio de 1918) fue una memorialista, taquígrafa, bibliógrafa y editora de la herencia creativa de Fiódor Dostoyevski, del que fue su segunda esposa desde 1867 y madre de sus hijos: Sofía, Liubov, Fiódor y Alekséi. Conocida como una de las primeras filatelistas de Rusia.

## Biografía

### Primeros años
Anna Dostoyévskaya, de soltera Snítkina, nació en San Petersburgo, era la segunda hija de una familia de humildes funcionarios, María Anna Miltopaeus y Grigori Ivánovich Snitkin. La familia tuvo tres hijos (María, Anna e Iván). Anna se graduó de la escuela secundaria con honores académicos y posteriormente se formó como taquígrafa. El padre, Grigori Ivánovich Snitkin (1799-1866), natural de Ucrania estaba muy interesado en la literatura y el teatro y era gran lector de Dostoyevski. La madre era finlandesa. La infancia de la joven Anna estuvo mecida por las historias de Dostoyevski.

### Matrimonio
Por haber seguido cursos de taquigrafía, el 4 de octubre de 1866, Anna Snítkina comenzó a trabajar como mecanógrafa en la novela de Fiódor Dostoyevski El jugador. En noviembre Dostoyevski le propuso matrimonio. 
Como se describe en las Memorias, Dostoyevski compartió con Anna la trama de una nueva novela imaginaria, como si necesitara su consejo sobre la psicología femenina. En su historia, un viejo pintor hace una propuesta a una joven que se llama Anya (diminutivo de Anna). Dostoyevski preguntó si era posible que una chica tan joven y diferente en personalidad pudiera enamorarse del pintor. Anna contestó que era muy posible. Luego le dijo a Anna: "Póngase en su lugar por un momento, imagínese que soy el pintor, le confesara mi amor a usted y le pidiera que fuera mi esposa ¿qué respondería usted..?" Anna dijo: "Yo respondería: "Te amo y te amaré siempre".
El 15 de febrero de 1867, la pareja se casó. Dos meses más tarde se fueron al extranjero, donde Dostoyevski y Anna estuvieron durante más de cuatro años (hasta julio de 1871). Poco antes de su partida dos de los acreedores de Dostoyevski habían presentado cargos contra él. 

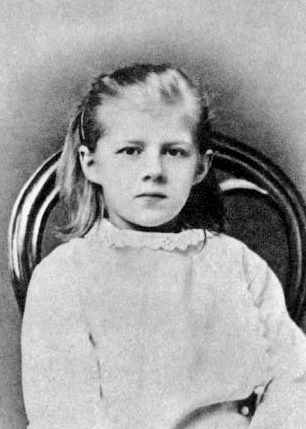
Liubov Dostoévskaya, años 1870.

Durante una parada en Baden-Baden, Dostoyevski perdió todo su dinero jugando a la ruleta, así como la ropa y las pertenencias de su esposa. En ese momento Anna comenzó a escribir un diario. Durante casi un año vivieron en Ginebra. Dostoyevski trabajó muy duro para recuperar su fortuna. El 22 de febrero de 1868, nació su primera hija Sofía, pero murió el 24 de mayo a la edad de tres meses. En 1869, en Dresde, nació su segunda hija, llamada Liubov (murió en 1926). A su regreso a San Petersburgo Anna dio a luz a dos hijos Fiódor (16 de julio de 1871 - 1922) y Alekséi (10 de agosto de 1875 - 16 de mayo de 1878). Anna se hizo cargo de todas las cuestiones financieras, incluidas las cuestiones de negocio editorial y negociaciones, y pronto liberó a su marido de la deuda. En 1871, Dostoyevski renunció a los juegos de azar.
En el año de la muerte de Dostoyevski (1881) Anna cumplió 35 años de edad. Ella nunca se volvió a casar. Después de la muerte de su marido ella recogió sus manuscritos, cartas, documentos y fotografías. En 1906, se creó una sala dedicada a Fiódor Dostoyevski en el Museo Histórico de Moscú. El manuscrito de las Memorias de Anna Dostoyévskaya se guarda en la Biblioteca del Estado Ruso y consta de 792 hojas grandes copiadas a mano por su autora. Anna murió en Yalta en 1918. Después de 50 años, en 1968, sus restos fueron trasladados al Monasterio de Alejandro Nevski y fue enterrada cerca de la tumba de su marido.

## Editora
Anna se convirtió en editora y distribuidora de los libros de su marido, con la intención de dirigir la nave económica de la familia. Fue muy eficiente su lucha con los editores que hasta entonces habían impuesto condiciones poco ventajosas para el escritor. La actividad editorial, bajo el control de Anna, comenzó de manera brillante y lograron vender 3.000 copias de Los demonios en un año.

## Filatelia
Su colección de sellos la empezó en 1867 estando en Dresde. Comenzó, como se explica en las Memorias de Anna Dostoyevskaya, con una disputa entre Anna y Fiódor Dostoyevski, quien hizo algunos comentarios críticos sobre la inconstancia femenina. A Anna le molestó que su marido no tuviera confianza de que las mujeres de su generación fuesen capaces de persistencia o de dedicación a nada. Ella le dijo a su marido que iba a demostrar que estaba equivocado y mostrarle que una mujer puede perseguir un objetivo durante muchos años. Ella decidió coleccionar sellos y amplió su colección durante toda su vida. Según las Memorias, ella no compró un solo sello. Todos fueron, o bien sellos de las cartas recibidas o donaciones de amigos. Se desconoce el paradero de esta colección.

## 'Dostoievski, mi marido'
Anna relató su experiencia personal durante los últimos años de vida del escritor ruso en el volumen Dostoievski, mi marido,  publicado en España en 2021 por la editorial Espinas.